# Les Estables
Ne doit pas être confondu avec Estables.
Les Estables sont une commune française située dans le département de la Haute-Loire, aux confins du Velay et du Vivarais. Le village est entouré du mont Mézenc (1 753 mètres) à l'est, du mont d'Alambre (1 691 mètres) au nord, et du Chaulet  (1 622 mètres) au sud-est. Le village attire en hiver de nombreux touristes notamment grâce à sa station de ski. L'été, c'est le tourisme vert qui prend le relais.

## Géographie

### Situation et description
La commune des Estables se trouve dans le département de la Haute-Loire, en région Auvergne-Rhône-Alpes. Situé à une altitude de 1 343 mètres, le bourg des Estables est le plus haut chef-lieu de commune du Massif central.
Elle se situe à 31 km par la route du Puy-en-Velay, préfecture du département, et à 29 km du Chambon-sur-Lignon, bureau centralisateur du canton du Mézenc dont dépend la commune depuis 2015 pour les élections départementales.
Les communes les plus proches sont : Freycenet-la-Cuche (5,4 km), Chaudeyrolles (6,4 km), Le Béage (6,8 km - Ardèche), Borée (6,8 km - Ardèche), La Rochette (6,9 km - Ardèche), Moudeyres (7,1 km), Saint-Front (8,1 km), Freycenet-la-Tour (8,4 km).

### Géologie
Situé dans le massif du Mézenc, le sous-sol des Estables est constitué de basalte semi-porphyroïde.

### Communes limitrophes
| Freycenet-la-Tour  | Moudeyres        | Saint-Front   |
| Freycenet-la-Cuche | Estables         | Chaudeyrolles |
|                    | Le Béage Ardèche | Borée Ardèche |

### Climat
Pour des articles plus généraux, voir Climat d'Auvergne-Rhône-Alpes et Climat de la Haute-Loire.
En 2010, le climat de la commune est de type climat de montagne, selon une étude du Centre national de la recherche scientifique s'appuyant sur une série de données couvrant la période 1971-2000. En 2020, Météo-France publie une typologie des climats de la France métropolitaine dans laquelle la commune est exposée à un climat de montagne ou de marges de montagne et est dans la région climatique Sud-est du Massif Central, caractérisée par une pluviométrie annuelle de 1 000 à 1 500 mm, minimale en été, maximale en automne.
Pour la période 1971-2000, la température annuelle moyenne est de 6 °C, avec une amplitude thermique annuelle de 15,4 °C. Le cumul annuel moyen de précipitations est de 1 284 mm, avec 11,4 jours de précipitations en janvier et 6,9 jours en juillet. Pour la période 1991-2020, la température moyenne annuelle observée sur la station météorologique installée sur la commune est de 6,9 °C et le cumul annuel moyen de précipitations est de 1 226,7 mm,. Pour l'avenir, les paramètres climatiques de la commune estimés pour 2050 selon différents scénarios d'émission de gaz à effet de serre sont consultables sur un site dédié publié par Météo-France en novembre 2022.
| Mois                                  | jan.           | fév.           | mars           | avril         | mai           | juin          | jui.          | août         | sep.          | oct.          | nov.           | déc.          | année      |
| ------------------------------------- | -------------- | -------------- | -------------- | ------------- | ------------- | ------------- | ------------- | ------------ | ------------- | ------------- | -------------- | ------------- | ---------- |
| Température minimale moyenne (°C)     | −3,7           | −4,3           | −1,2           | 1,6           | 4,1           | 8,1           | 10,3          | 10,1         | 7             | 4,2           | 0,6            | −2,2          | 2,9        |
| Température moyenne (°C)              | −0,9           | −1,3           | 2,4            | 5,8           | 8,4           | 13            | 15,6          | 15,4         | 11,8          | 8             | 3,5            | 0,7           | 6,9        |
| Température maximale moyenne (°C)     | 1,9            | 1,8            | 6              | 10            | 12,7          | 17,8          | 20,9          | 20,8         | 16,6          | 11,7          | 6,4            | 3,7           | 10,9       |
| Record de froid (°C) date du record   | −16,9 19.01.17 | −19,2 04.02.12 | −14,4 09.03.10 | −8,6 04.04.22 | −4,7 05.05.19 | −0,2 08.06.19 | 3,5 14.07.16  | 3,2 22.08.14 | −0,7 27.09.20 | −7,9 28.10.12 | −12,2 28.11.13 | −15 03.12.10  | −19,2 2012 |
| Record de chaleur (°C) date du record | 17,4 01.01.22  | 16,1 26.02.19  | 18,9 15.03.12  | 21,4 07.04.11 | 26,3 22.05.22 | 31,9 27.06.19 | 29,7 14.07.22 | 33 23.08.23  | 26,3 16.09.19 | 25,8 09.10.23 | 18,8 12.11.15  | 16,7 31.12.21 | 33 2023    |
| Précipitations (mm)                   | 83,9           | 65,5           | 91             | 99,9          | 122,6         | 109,5         | 93,7          | 60,5         | 86,8          | 154,4         | 181            | 77,9          | 1 226,7    |

### Hydrographie
Le territoire de la commune est traversé par la Gazeille, un affluent de la Loire.

## Urbanisme

### Typologie
Au 1er janvier 2024, Les Estables sont catégorisées commune rurale à habitat dispersé, selon la nouvelle grille communale de densité à sept niveaux définie par l'Insee en 2022. Elle est située hors unité urbaine et hors attraction des villes,.

### Occupation des sols
L'occupation des sols de la commune, telle qu'elle ressort de la base de données européenne d’occupation biophysique des sols Corine Land Cover (CLC), est marquée par l'importance des territoires agricoles (50,9 % en 2018), en augmentation par rapport à 1990 (43,2 %). La répartition détaillée en 2018 est la suivante : prairies (50,9 %), forêts (26,3 %), milieux à végétation arbustive et/ou herbacée (20,5 %), espaces ouverts, sans ou avec peu de végétation (1,4 %), zones urbanisées (0,9 %). L'évolution de l’occupation des sols de la commune et de ses infrastructures peut être observée sur les différentes représentations cartographiques du territoire : la carte de Cassini (XVIIIe siècle), la carte d'état-major (1820-1866) et les cartes ou photos aériennes de l'IGN pour la période actuelle (1950 à aujourd'hui).

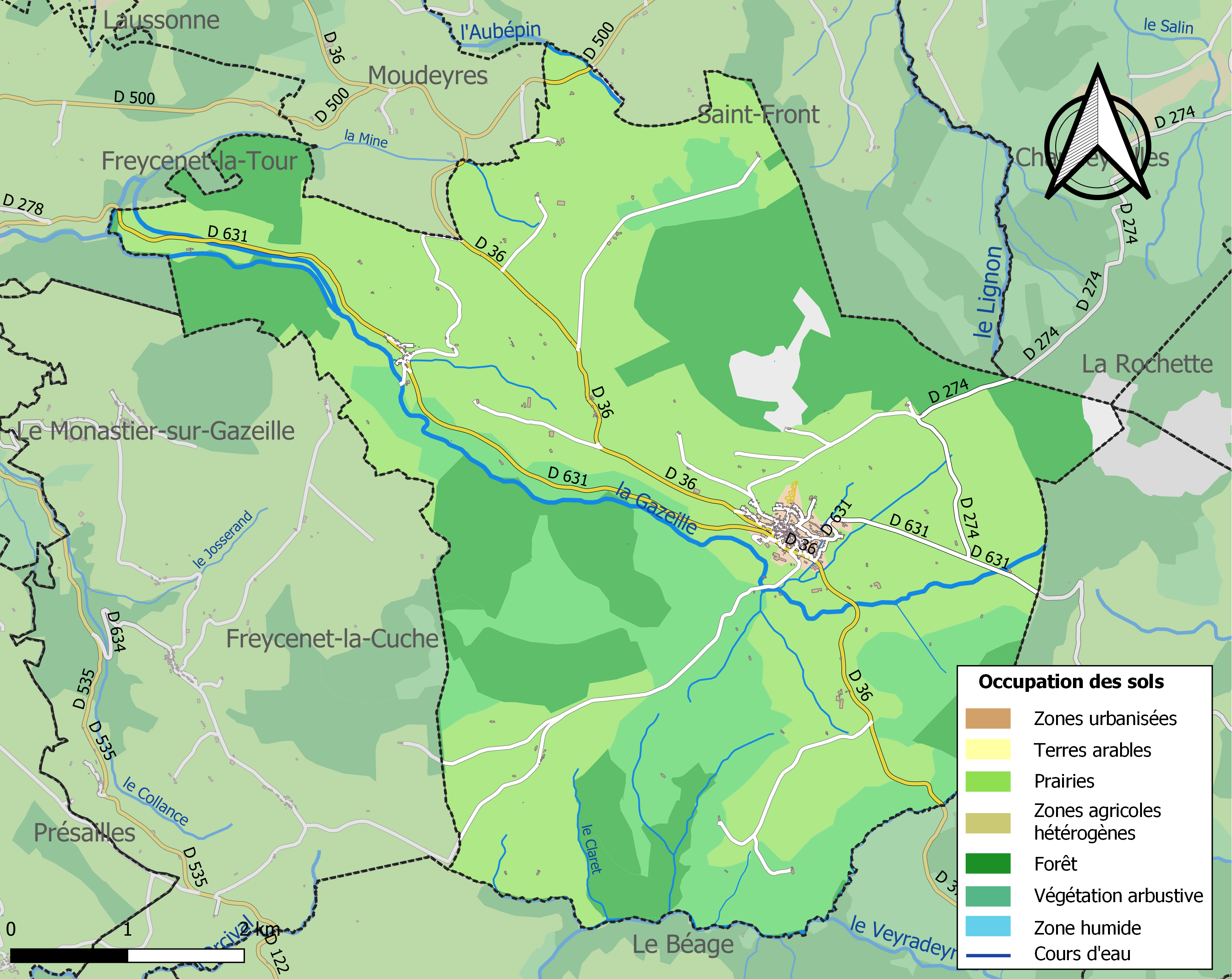
Carte des infrastructures et de l'occupation des sols de la commune en 2018 (CLC).

### Habitat et logement
En 2018, le nombre total de logements dans la commune était de 420, alors qu'il était de 396 en 2013 et de 388 en 2008.
Parmi ces logements, 36,8 % étaient des résidences principales, 54,2 % des résidences secondaires et 9 % des logements vacants. Ces logements étaient pour 66,4 % d'entre eux des maisons individuelles et pour 32,9 % des appartements.
Le tableau ci-dessous présente la typologie des logements aux Estables en 2018 en comparaison avec celle de la Haute-Loire et de la France entière. Une caractéristique marquante du parc de logements est ainsi une proportion de résidences secondaires et logements occasionnels (54,2 %) supérieure à celle du département (16,1 %) et à celle de la France entière (9,7 %). Concernant le statut d'occupation de ces logements, 72,7 % des habitants de la commune sont propriétaires de leur logement (66,2 % en 2013), contre 70 % pour la Haute-Loire et 57,5 pour la France entière.
| Typologie                                               | Les Estables | Haute-Loire | France entière |
| ------------------------------------------------------- | ------------ | ----------- | -------------- |
| Résidences principales (en %)                           | 36,8         | 71,5        | 82,1           |
| Résidences secondaires et logements occasionnels (en %) | 54,2         | 16,1        | 9,7            |
| Logements vacants (en %)                                | 9            | 12,4        | 8,2            |

## Toponymie
1. « Les Estables » serait issu du latin Stabulum qui désigne une « étable »[14].
2. La Vacheresse serait issu du latin Vaccaricia qui signifie « lieu ou l'on fait paître les vaches »[14].

## Histoire

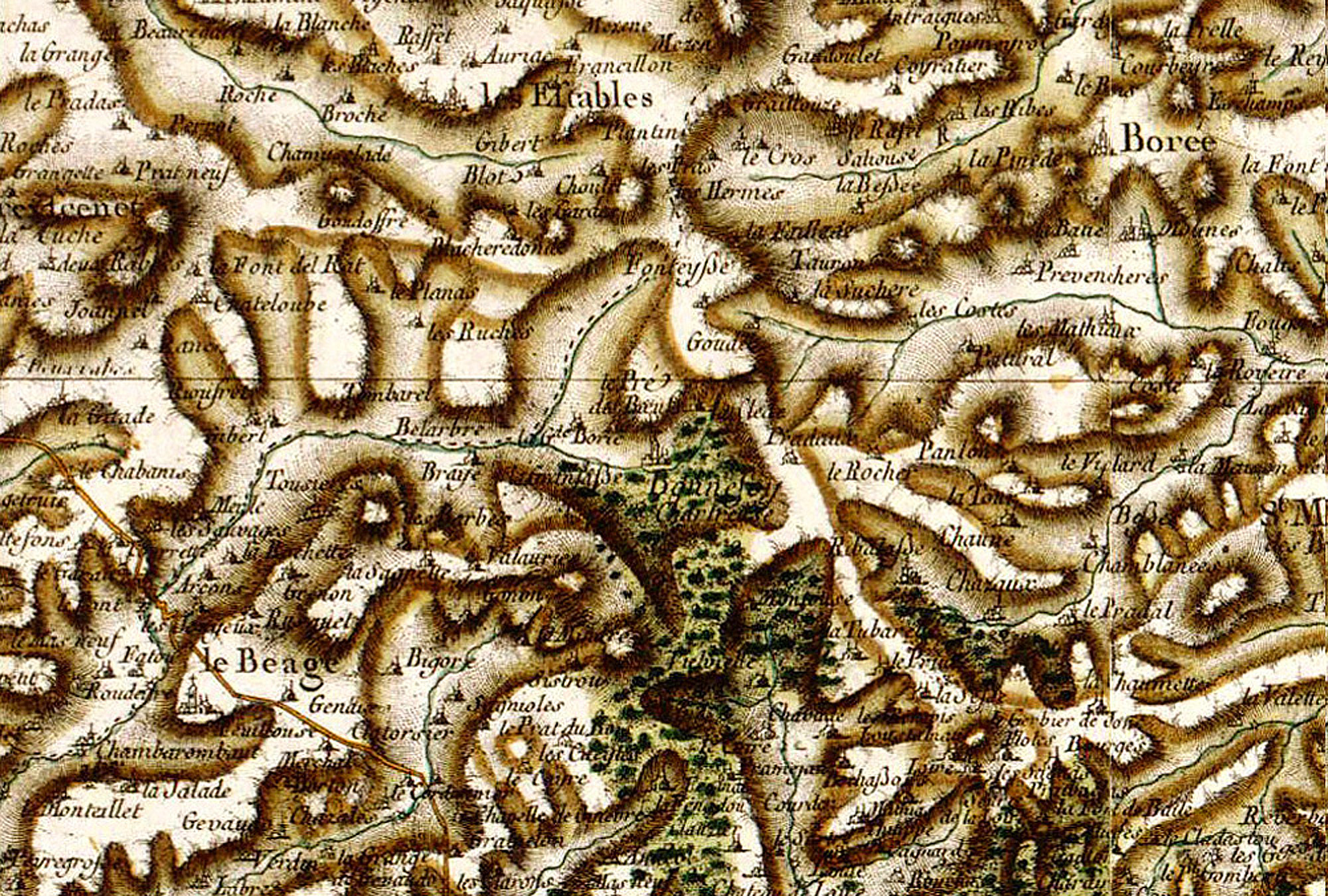
Borée, Le Béage, Les Estables et la Chartreuse de Bonnefoy sur la carte Cassini.

Village à vocation agricole, Les Estables ont été successivement sous la domination des seigneurs du Mézenc, puis des chartreux de Bonnefoy.
Dans les années 1740, un jeune géomètre effectuant des relevés pour les cartes de Cassini a été battu à mort par des villageois qui le suspectaient de sorcellerie.

## Politique et administration

### Découpage territorial
La commune des Estables est membre de la communauté de communes Mézenc-Loire-Meygal, un établissement public de coopération intercommunale (EPCI) à fiscalité propre créé le 27 décembre 2016 dont le siège est à Saint-Julien-Chapteuil. Ce dernier est par ailleurs membre d'autres groupements intercommunaux.
Sur le plan administratif, elle est rattachée à l'arrondissement du Puy-en-Velay, au département de la Haute-Loire, en tant que circonscription administrative de l'État, et à la région Auvergne-Rhône-Alpes.
Sur le plan électoral, elle dépend du canton du Mézenc pour l'élection des conseillers départementaux, depuis le redécoupage cantonal de 2014 entré en vigueur en 2015, et de la première circonscription de la Haute-Loire   pour les élections législatives, depuis le redécoupage électoral de 1986.

### Expression lors des scrutins nationaux
Aux élections européennes du 9 juin 2024, le parti au pouvoir n'arrive que 4e avec 7,92% (contre 14,29% en 2019),, derrière le Rassemblement national (35,15% contre 16,57% en 2019),, PS-Place publique (13,37% contre 4% en 2019),, François-Xavier Bellamy (12,38% contre 28% en 2019) et LFI (5,94% contre 4% en 2019),. La participation est en forte hausse, à 66,14% contre 61,11% en 2019.

### Liste des maires
| Période                                  | Période                    | Identité      | Étiquette | Qualité     |
| ---------------------------------------- | -------------------------- | ------------- | --------- | ----------- |
| Les données manquantes sont à compléter. |                            |               |           |             |
| mars 2001                                | avril 2014                 | Paul Michel   | DVD       |             |
| avril 2014                               | En cours (au 27 août 2014) | Philippe Brun |           | Agriculteur |

## Population et société

### Démographie

#### Évolution démographique
L'évolution du nombre d'habitants est connue à travers les recensements de la population effectués dans la commune depuis 1793. Pour les communes de moins de 10 000 habitants, une enquête de recensement portant sur toute la population est réalisée tous les cinq ans, les populations de référence des années intermédiaires étant quant à elles estimées par interpolation ou extrapolation. Pour la commune, le premier recensement exhaustif entrant dans le cadre du nouveau dispositif a été réalisé en 2005.

En 2022, la commune comptait 318 habitants, en évolution de −3,64 % par rapport à 2016 (Haute-Loire : +0,36 %, France hors Mayotte : +2,11 %).
| 1793  | 1800 | 1806 | 1821 | 1831  | 1836  | 1841  | 1846 | 1851 |
| ----- | ---- | ---- | ---- | ----- | ----- | ----- | ---- | ---- |
| 1 337 | 734  | 999  | 994  | 1 044 | 1 016 | 1 108 | 939  | 928  |

| 1856 | 1861  | 1866  | 1872  | 1876  | 1881  | 1886  | 1891  | 1896  |
| ---- | ----- | ----- | ----- | ----- | ----- | ----- | ----- | ----- |
| 941  | 1 019 | 1 056 | 1 033 | 1 057 | 1 046 | 1 076 | 1 054 | 1 093 |

| 1901  | 1906  | 1911  | 1921 | 1926 | 1931 | 1936 | 1946 | 1954 |
| ----- | ----- | ----- | ---- | ---- | ---- | ---- | ---- | ---- |
| 1 063 | 1 040 | 1 025 | 989  | 926  | 889  | 844  | 802  | 689  |

| 1962 | 1968 | 1975 | 1982 | 1990 | 1999 | 2005 | 2006 | 2010 |
| ---- | ---- | ---- | ---- | ---- | ---- | ---- | ---- | ---- |
| 595  | 526  | 480  | 350  | 312  | 325  | 356  | 355  | 344  |

| 2015 | 2020 | 2022 | - | - | - | - | - | - |
| ---- | ---- | ---- | - | - | - | - | - | - |
| 332  | 319  | 318  | - | - | - | - | - | - |

#### Pyramide des âges
La population de la commune est relativement âgée.
En 2018, le taux de personnes d'un âge inférieur à 30 ans s'élève à 29,2 %, soit en dessous de la moyenne départementale (31 %). À l'inverse, le taux de personnes d'âge supérieur à 60 ans est de 32 % la même année, alors qu'il est de 31,1 % au niveau départemental.
En 2018, la commune comptait 161 hommes pour 167 femmes, soit un taux de 50,91 % de femmes, légèrement supérieur au taux départemental (50,87 %).
Les pyramides des âges de la commune et du département s'établissent comme suit.
| Hommes | Classe d’âge | Femmes |
| ------ | ------------ | ------ |
| 0,0    | 90 ou +      | 1,2    |
| 9,6    | 75-89 ans    | 8,0    |
| 25,5   | 60-74 ans    | 19,8   |
| 24,2   | 45-59 ans    | 27,8   |
| 11,5   | 30-44 ans    | 14,2   |
| 15,3   | 15-29 ans    | 11,7   |
| 14,0   | 0-14 ans     | 17,3   |

| Hommes | Classe d’âge | Femmes |
| ------ | ------------ | ------ |
| 0,9    | 90 ou +      | 2,5    |
| 8,4    | 75-89 ans    | 11,7   |
| 20,4   | 60-74 ans    | 20,5   |
| 21,3   | 45-59 ans    | 20,3   |
| 16,8   | 30-44 ans    | 16,3   |
| 15,2   | 15-29 ans    | 13,2   |
| 17     | 0-14 ans     | 15,6   |

### Enseignement
La commune fait partie de l'académie de Clermont-Ferrand et accueille l'école publique des Hautes Terres, une école élémentaire,.

### Médias
Le journal L'Éveil de la Haute-Loire, appartenant au Groupe Centre France, est consacré à l'actualité du département. Sa rédaction, située au Puy-en-Velay (9, place Michelet), publie une édition quotidienne ainsi qu'une hebdomadaire. Le Progrès, grand quotidien régional basé à Lyon, possède également une rédaction locale au Puy-en-Velay, qui diffuse une édition quotidienne pour le département de la Haute-Loire sous le titre « La Tribune Le Progrès ». La Commère 43 fournit aussi des informations locales en Haute-Loire et dans la région de l'Yssingelais.

### Cultes
Les Estables appartiennent au diocèse du Puy-en-Velay et abritent l'église Saint-Philibert, plus haute église paroissiale de Haute-Loire.

### Événements
L'ascension des Estables est au programme de l’arrivée de la 3e étape du Critérium du Dauphiné 2024, classée en troisième catégorie, que remporte Derek Gee.

## Économie

### Revenus
En 2018, la commune compte 146 ménages fiscaux, regroupant 324 personnes. La médiane du revenu disponible par unité de consommation est de 18 740 € (20 800 € dans le département).

### Emploi
| Division       | 2008  | 2013  | 2018  |
| -------------- | ----- | ----- | ----- |
| Commune        | 3,2 % | 4,5 % | 2,6 % |
| Département    | 6,3 % | 7,7 % | 7,7 % |
| France entière | 8,3 % | 10 %  | 10 %  |

En 2018, la population âgée de 15 à 64 ans s'élève à 198 personnes, parmi lesquelles on compte 78,8 % d'actifs (76,2 % ayant un emploi et 2,6 % de chômeurs) et 21,2 % d'inactifs,. Depuis 2008, le taux de chômage communal (au sens du recensement) des 15-64 ans est inférieur à celui de la France et du département.
La commune est hors attraction des villes,. Elle compte 165 emplois en 2018, contre 172 en 2013 et 175 en 2008. Le nombre d'actifs ayant un emploi résidant dans la commune est de 159, soit un indicateur de concentration d'emploi de 103,4 % et un taux d'activité parmi les 15 ans ou plus de 59,5 %.
Sur ces 159 actifs de 15 ans ou plus ayant un emploi, 111 travaillent dans la commune, soit 70 % des habitants. Pour se rendre au travail, 47,7 % des habitants utilisent un véhicule personnel ou de fonction à quatre roues, 0,6 % les transports en commun, 33,6 % s'y rendent en deux-roues, à vélo ou à pied et 18,1 % n'ont pas besoin de transport (travail au domicile).

## Culture locale et patrimoine

### Lieux et monuments
- Le mont Mézenc (prononcer : « mézin »), point culminant de la Haute-Loire (1 753 m).
- Le mont d'Alambre.
- Col de la Croix de Peccata (1 559 m) second col routier le plus haut du Massif central, le point routier le plus haut de la Haute-Loire.
- Col de la Croix de Boutières, situé en Ardèche, est le plus haut col du département avec ses 1 502 m d'altitude.
- Musée de la dentelle dans la maison de béate de la Vacheresse[33].
- Ferme des Plantins ( Classé MH (2005)) construite en 1540 et typique du patrimoine rural de la région Mézenc-Meygal[34].

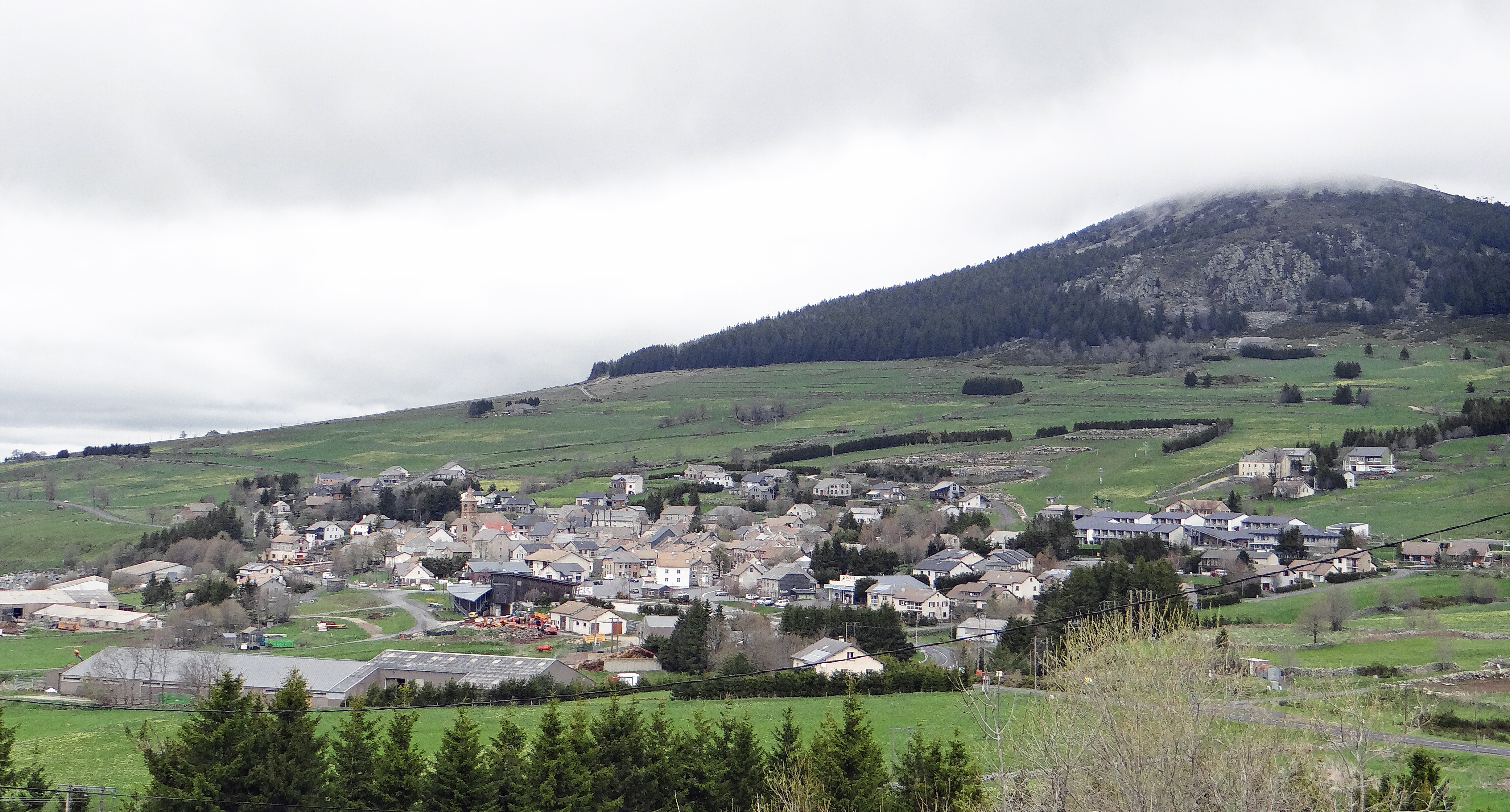
Vue générale des Estables et du Mont d'Alambre depuis la RD36.
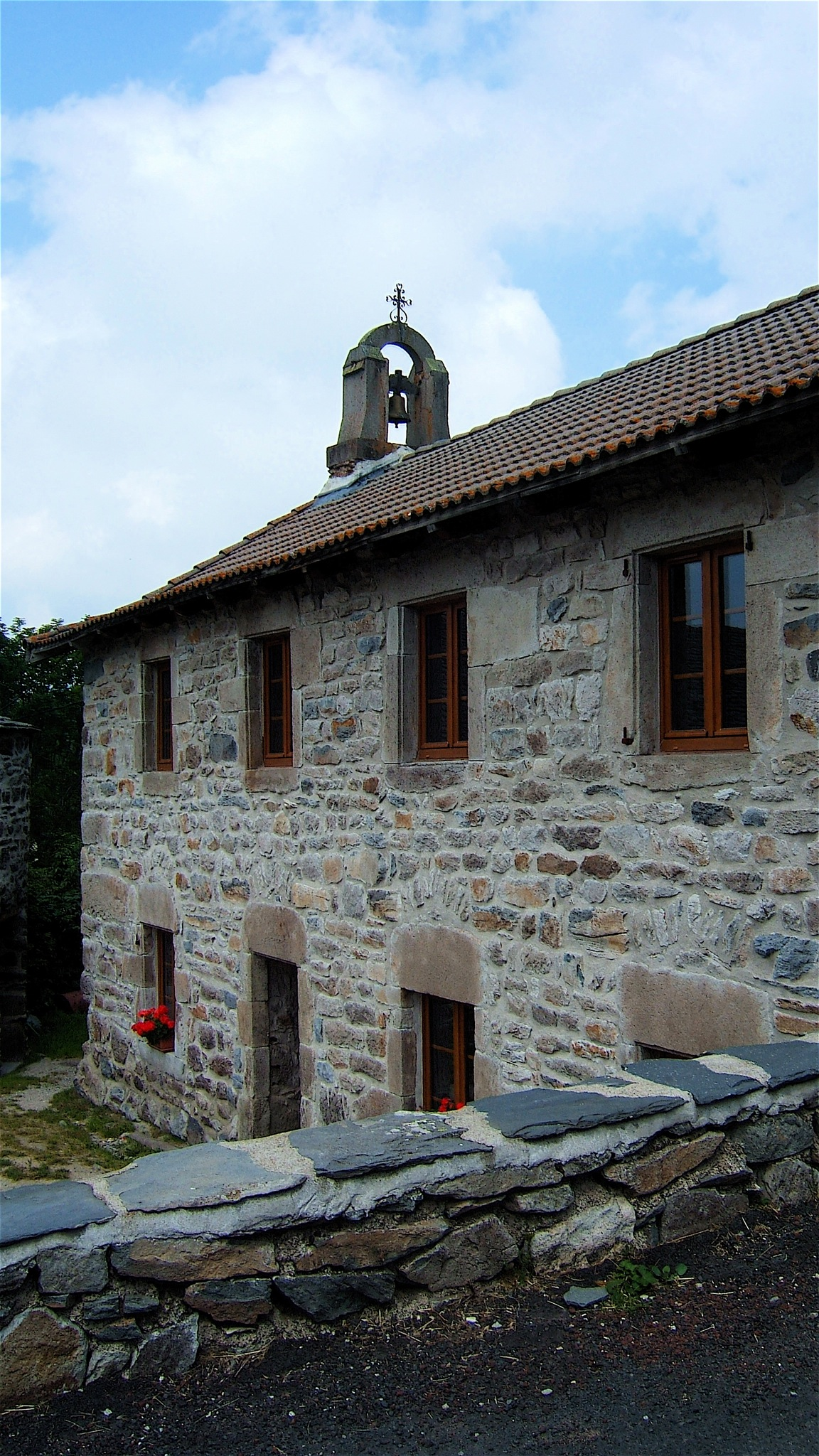
Musée de la dentelle dans la maison de béate de la Vacheresse.
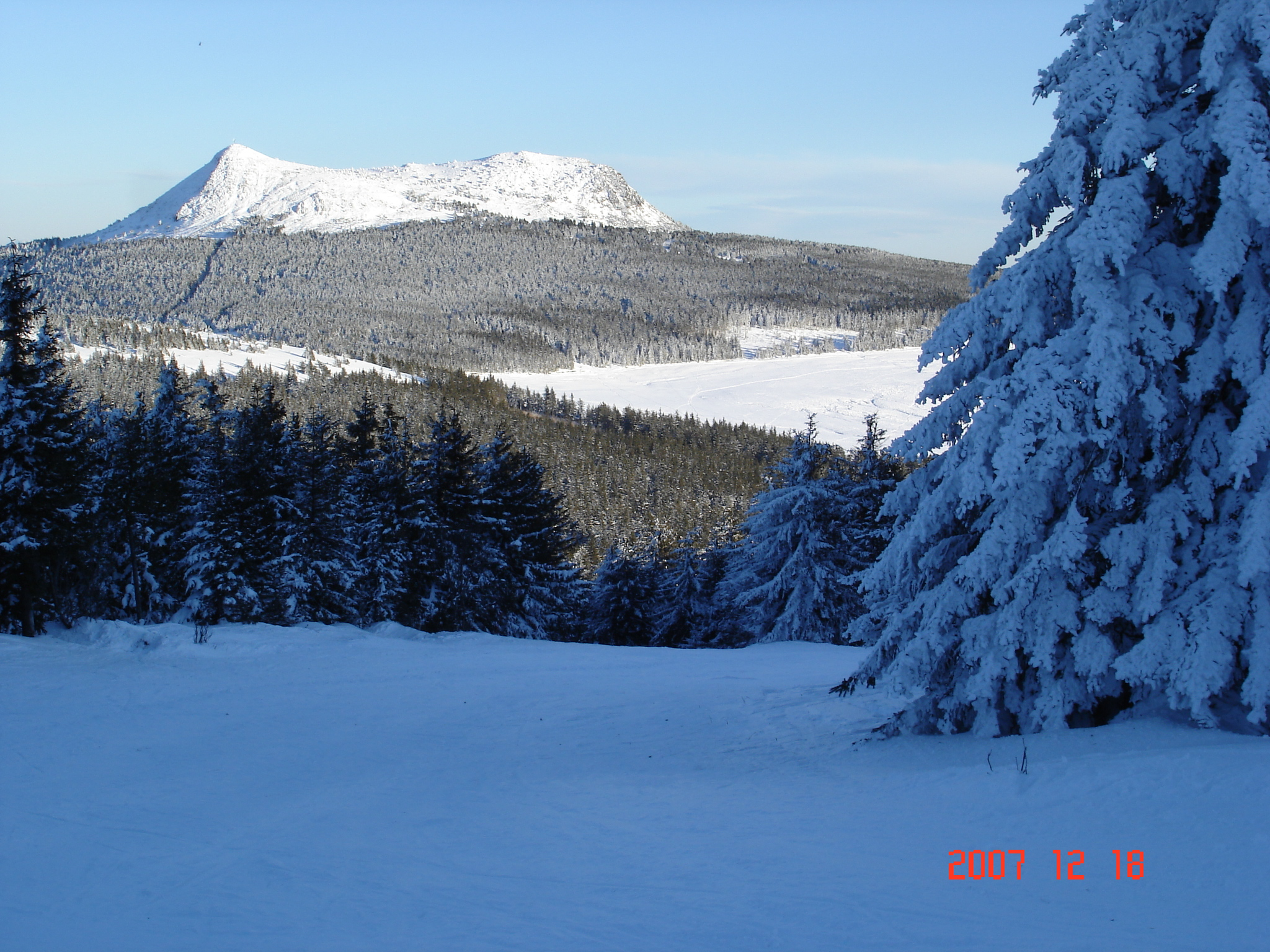
Le mont Mézenc vu depuis les pistes du mont d'Alambre.
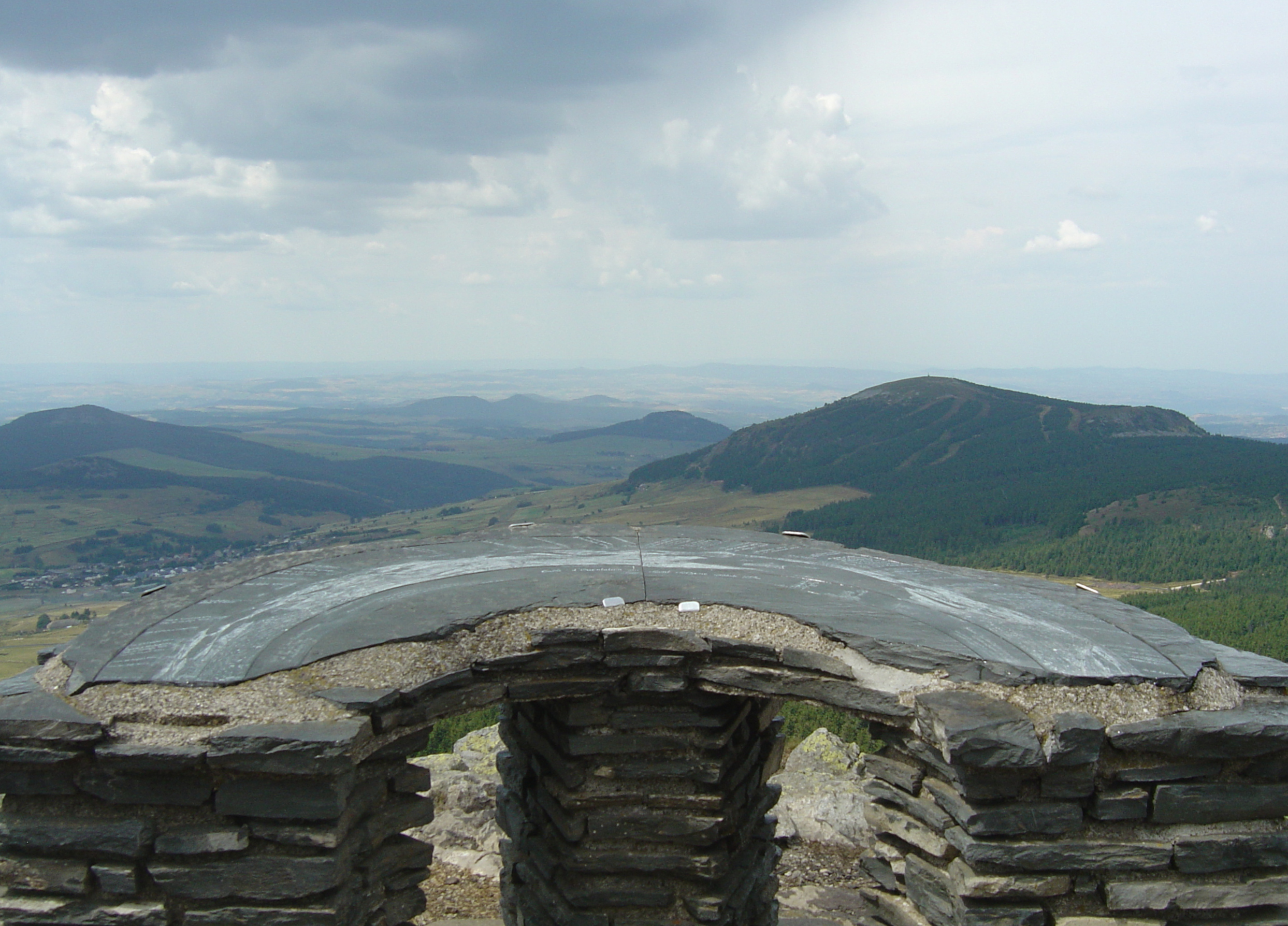
Panorama depuis la table d’orientation du mont Mézenc.

Outre le musée cité ci-dessus, le village accueille une station de ski et de tourisme vert, dite station du Mézenc.
L'hiver, on y pratique :
- le ski de fond (vaste domaine de tous niveaux) ;
- le ski de randonnée nordique (traversée de la montagne ardéchoise[36]) ;
- le ski alpin (3 pistes vertes, autant de bleues, une rouge et une noire) ;
- sans compter raquettes, snowkite, traîneau à chiens, parapente à ski…

L'été, la randonnée pédestre est largement pratiquée, tout comme le vélo tout-terrain.

### Personnalités liées à la commune
- Jacques-Antoine de Chambarlhac de Laubespin (2 août 1754 - Les Estables ✝ 23 février 1826 - Paris), général d'Empire[37].
- Aimé Grasset, pionnier de l'aviation, 1888-1924[38].

### Héraldique
|  | Les Estables possède des armoiries dont l'origine et le blasonnement exact ne sont pas disponibles. |

### Site de l'Insee
1. 1 2 3 4 5 6  Insee, « Métadonnées de la commune de Les Estables ».
2. 1 2  « Chiffres clés - Logement en 2018 aux Les Estables » (consulté le 18 septembre 2021).
3. ↑  « Chiffres-clés - Logement en 2018 aux Les Estables - Section LOG T2 » (consulté le 18 septembre 2021).
4. ↑  « Chiffres-clés - Logement en 2018 aux Les Estables - Section LOG T7 » (consulté le 18 septembre 2021).
5. ↑  « Chiffres clés - Logement en 2018 dans la Haute-Loire » (consulté le 18 septembre 2021).
6. ↑  « Chiffres clés - Logement en 2018 dans la France entière » (consulté le 18 septembre 2021).
7. ↑  « Évolution et structure de la population en 2018 - Commune des Estables (43091) », 30 juin 2021 (consulté le 25 décembre 2021).
8. ↑  Insee, « Évolution et structure de la population en 2021 - Département de la Haute-Loire (43) », 27 juin 2024 (consulté le 13 juillet 2024).
9. ↑  « REV T1 - Ménages fiscaux de l'année 2018 aux Estables » (consulté le 30 janvier 2022).
10. ↑  « REV T1 - Ménages fiscaux de l'année 2018 dans la Haute-Loire » (consulté le 30 janvier 2022).
11. 1 2  « Emp T1 - Population de 15 à 64 ans par type d'activité en 2018 aux Estables » (consulté le 30 janvier 2022).
12. ↑  « Emp T1 - Population de 15 à 64 ans par type d'activité en 2018 dans la Haute-Loire » (consulté le 30 janvier 2022).
13. ↑  « Emp T1 - Population de 15 à 64 ans par type d'activité en 2018 dans la France entière » (consulté le 30 janvier 2022).
14. ↑  « Base des aires d'attraction des villes 2020 », sur site de l'Insee (consulté le 10 avril 2021).
15. ↑  « Emp T5 - Emploi et activité en 2018 aux Estables » (consulté le 30 janvier 2022).
16. ↑  « ACT T4 - Lieu de travail des actifs de 15 ans ou plus ayant un emploi qui résident dans la commune en 2018 » (consulté le 30 janvier 2022).
17. ↑  « ACT G2 - Part des moyens de transport utilisés pour se rendre au travail en 2018 » (consulté le 30 janvier 2022).